# 클로스터슈트라세역
클로스터슈트라세역(U-Bahnhof Klosterstraße)은 베를린 미테구 미테에 있는 U2의 역이다. 1913년 7월 1일에 개통했다.

## 역사

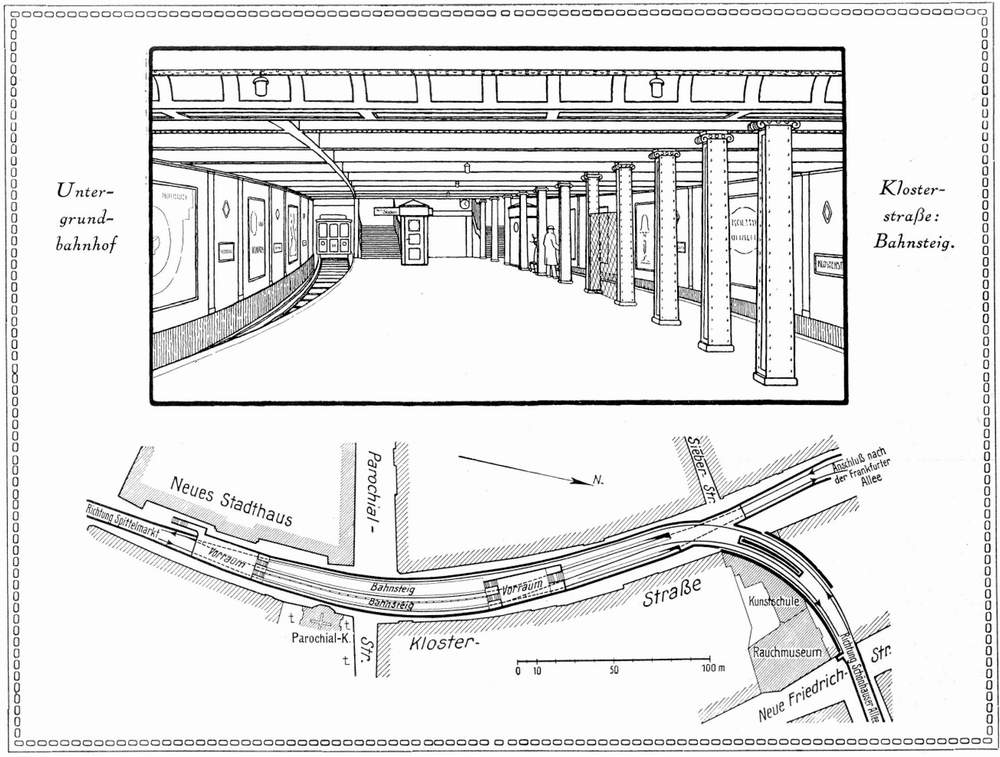
분기역으로서의 계획

1913년 7월 1일 슈피텔마르크트-알렉산더플라츠 구간 개통 당시 영업을 시작했다. 역사는 알프레드 그레난데르가 설계했다. 승강장 너비가 넓게 설계되어 있어서 더 큰 기둥이 설치되었다. 승강장 중앙부에는 화강암 경계석이 설치되어 있으며, 과거 분기역으로 계획된 것의 흔적이기도 하다.
원래는 이 역에서 쇤하우저 알레 방면 노선과 프랑크푸르터 알레 방면 노선이 분기할 예정이었고, 이에 따라서 승강장도 2면 3선식으로 계획되었다. 중앙 선로는 프랑크푸르터 알레 방면에서 진입하는 열차, 서쪽 선로는 쇤하우저 알레 방면에서 진입하는 열차가 사용하고 이 두 노선은 한 섬식 승강장을 공유한다. 동쪽 승강장은 프랑크푸르터 알레 및 쇤하우저 알레 방면으로 진출하는 열차가 공동으로 사용한다. 프랑크푸르터 알레 방면 노선을 주 간선으로 지정하고, 다음 역인 알렉산더플라츠역은 추가적인 환승역으로 예정되었다. 그러나 프랑크푸르터 알레 방면 노선이 대형 규격 노선인 현재의 U5 노선이 되면서 단순 섬식 승강장으로 축소되었다. 이 과정에서 두 승강장 중 폭이 3 m 미만으로 더 좁았던 동쪽 상대식 승강장이 제외되었다.

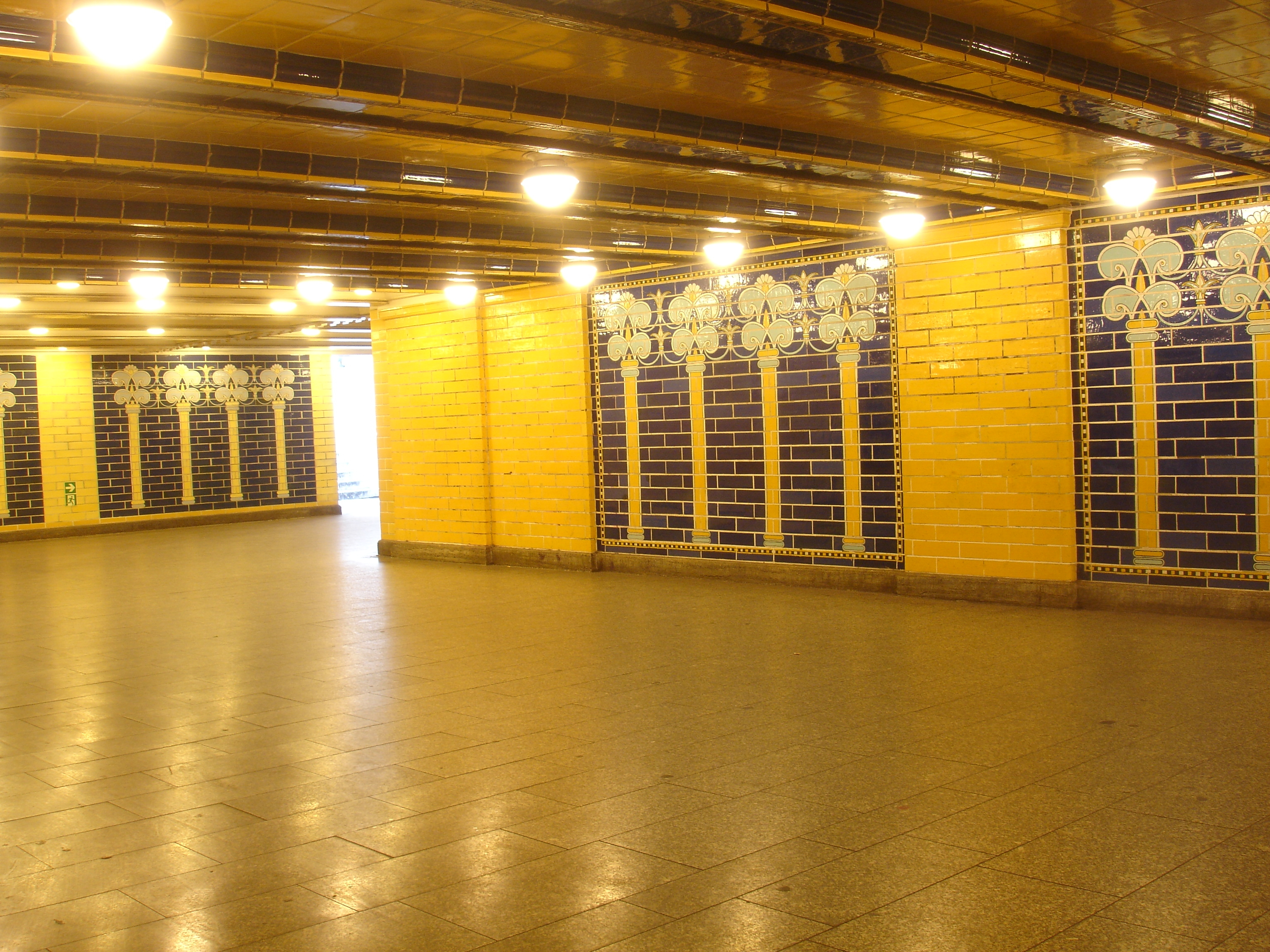
역 남부 출입구 방면

역 출입구에는 주황, 파랑, 흰색 세라믹 타일로 야자수를 형상화했다. 페르가몬 박물관에 있는 이슈타르의 문과 비슷한 양식을 사용했다. 남부 출입구로 연결되는 대합실에 설치된 타일은 마욜리카 양식으로 제작되었다. 동프로이센의 카디넨(현재의 폴란드 카디니)에서 제작되었다.

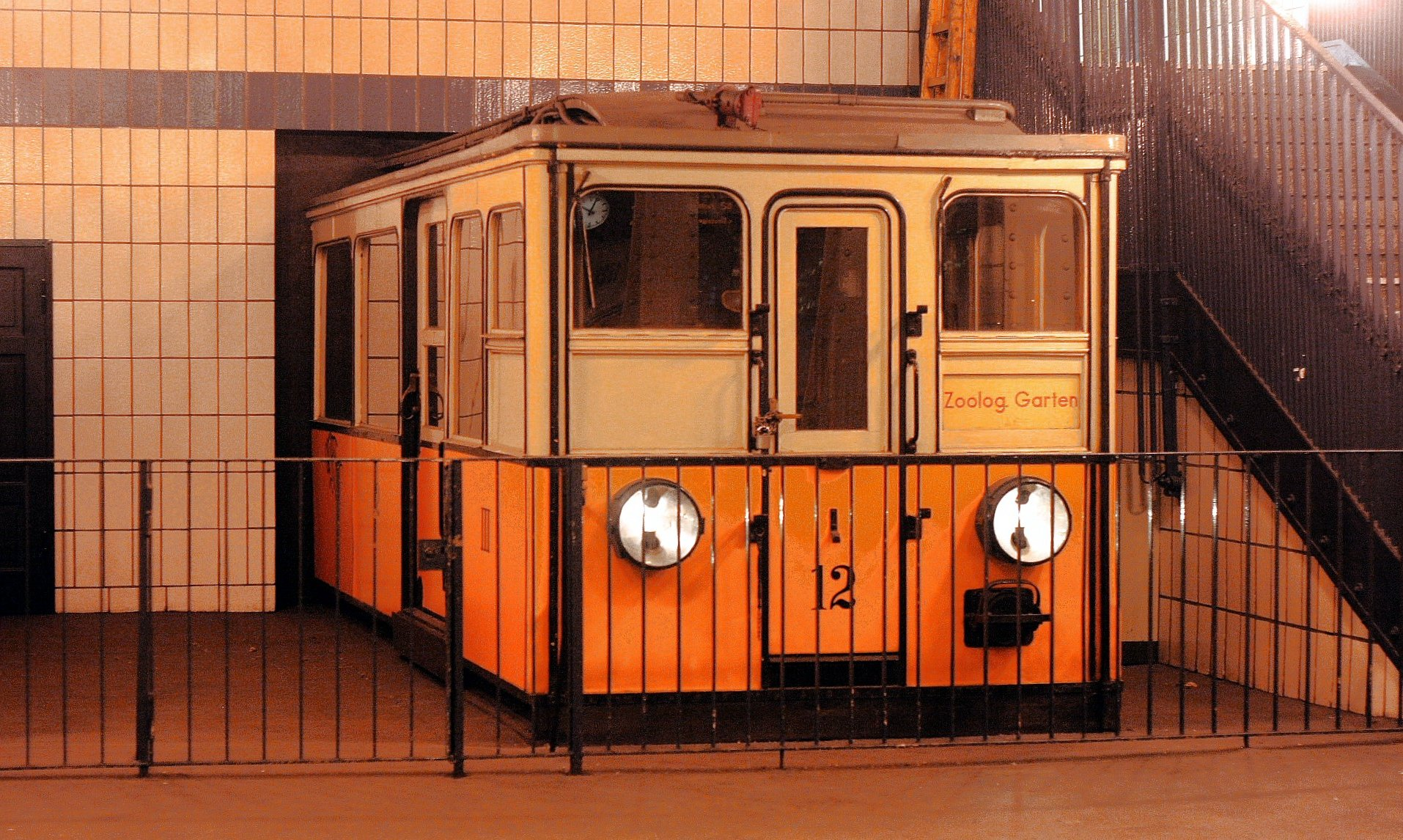
과거 사용된 12호 전동차

1975년에는 건축 유산 목록에 등재되었다. 1987년 베를린 750주년을 기념하여 1984년부터 1986년까지 개보수공사가 진행되었고, 카를마르크스슈타트 주택 건설 콤비나트(Wohnungsbaukombinat Karl-Marx-Stadt)에서 공사를 담당했다. 이 과정에서 제2차 세계 대전 당시 입은 피해를 복구하고 역 내부를 박물관 양식으로 재단장했다. 동독 시기에는 상업 광고가 없었기 때문에 광고판이 제거되었고, Schilderwerk Beutha에서 제작한 베를린의 대중교통수단을 주제로 한 에나멜 패널 22개가 설치되었다. 1985년 11월에는 과거 쇠네베르크 도시 철도에서 운행했던 12호 전동차의 전두부가 1910년 당시 상태로 복원되어 승강장 북쪽 대합실에 설치되었다. 과거 이 차량은 동베를린의 지하철 노선간 연결 차량으로 사용했으며, 1982년 사고로 인해 폐차되었고 이 사고를 형상화하기 위해서 프랑크푸르터 알레 방면에서 진입해 오는 형태로 설치되었다. 승강장 남쪽에는 지하철 건설 초기의 기계식 신호소의 일부가 설치되었다.
독일의 재통일 이후에도 역이 크게 변경되지는 않았다. 2016년 7월 22일에는 동독의 광업을 기념하기 위해서 광차가 설치되었다. 2021년 10월 18일 엘리베이터가 설치되었다. 2023년까지 점자 블록 설치가 예정되어 있고, 이 과정에서 기계식 신호소의 위치가 남부 대합실로 변경되었다. 총 예산은 약 150만 유로이다.

## 클로스터터널

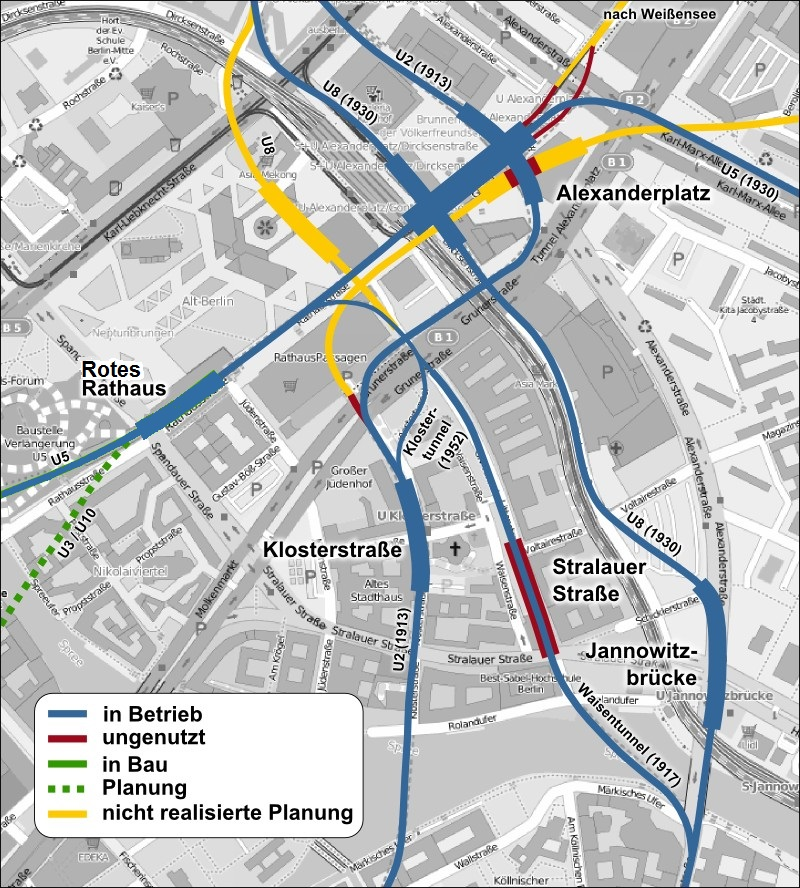
클로스터슈트라세역 북쪽의 클로스터터널

클로스터터널(Klostertunnel)은 이 역 북쪽으로 설치되어 있는 베를린 U반에 두 곳 존재하는 소형과 대형 규격간 연결선 중 하나이다. 역 북쪽에서 본선과 분기된다. 1949년 BVG가 서베를린과 동베를린으로 나뉘면서, 동베를린 BVG는 소형 규격 노선용 차량 기지를 이용할 수 없게 되었다. 대형 규격 노선용 프리드리히스펠데 기지는 동베를린 영토에 있었기 때문에, 동베를린 BVG에서는 1951년부터 1952년까지 클로스터슈트라세역에서 북동쪽으로 진행하는 연결 터널을 건설했다. 당시에도 존재했던 U5/U8 노선간의 연결 터널인 바이젠터널(Waisentunnel)과 이어지는 형태로 건설되었다.
1952년 2월 16일 베를린 U반 50주년에 맞추어서 개통되었고, 제2차 세계 대전 이후 베를린에서 건설된 첫 U반 노선이다. 초기에는 소형과 대형 규격 노선의 급전 방식 차이로 인해서 제3궤조가 설치되어 있지 않았다. 소형 규격 노선용 차량이 프리드리히스펠데 기지로 회송될 때 외에도, 모스크바 지하철로 BVG C 전동차가 징발되었기 때문에 소형 규격 노선용 차량을 E선에 보내서 운행할 때에도 이 터널이 사용되었다.
1980년 2월에는 이 터널과 바이젠터널이 공화국탈주 과정에 사용되었다.
독일의 재통일 이후 1993년부터는 서베를린에 있었던 그루네발트 기지를 다시 이용할 수 있게 되면서 이 터널의 이용 가치가 감소했다.

## 인접 철도역
| 베를린 지하철 2호선           | 베를린 지하철 2호선 | 베를린 지하철 2호선      |
| ----------------------------- | ------------------- | ------------------------ |
| 메르키셰스 무제움 룰레벤 방면 | U2                  | 알렉산더플라츠 팡코 방면 |

## 참고 문헌
- K. Lufsky: Die Grundwasserabdichtung des U-Bahn-Verbindungstunnels Klosterstraße–Littenstraße in Berlin. In: Bauplanung und Bautechnik, 6. Jg., Heft 15 (Dezember 1952), S. 561–566.